# Necydalosaurus mysticus
Necydalosaurus mysticus là một loài bọ cánh cứng trong họ Cerambycidae.